# Duborg (Padborg)
Duborg ist ein dänischer Ort, der zur  Kirchspielsgemeinde (dän.: Sogn) Bov Sogn an der deutsch-dänischen Grenze gehört.

## Lage
Duborg liegt im Bereich der Bov Sogn. Nördlich von Duborg liegt der Ort Frøslev. Am westlichen Rand von Duborg verläuft die Europastraße 45 von der südlich gelegenen Grenze in Richtung Norden. Direkt hinter dieser Straße liegt die Frøslev Plantage mit dem Internierungslager Frøslev. In einem Abstand von ungefähr 1,5 Kilometern liegt nordwestlich der Ort Fårhus. Nordöstlich von Duborg befindet sich das ursprüngliche Padborg. Die von dort kommende Straße Industrivej endet direkt bei Duborg. Am nördlichen Rand von Duborg verläuft außerdem die Bahnstrecke Fredericia–Flensburg.

## Hintergrund
Auf der Karte der Preußischen Landesaufnahme um 1879 war der Ort Duborg noch nicht namentlich verzeichnet. Das Duborger Gebiet gehörte damals noch zur unbebauten Frøslev Mark (Frösleefeld). In dem Gebiet befanden sich damals nur wenige Häuser. Die unbebauten Flächen wurden landwirtschaftlich genutzt. Auch auf einer Karte vom dänischen Geodætisk Institut von 1946 war der Ort Duborg noch nicht eingetragen. Letztlich tauchte der Ortsname Duborg aber seit den 1980er Jahren auf den Karten der Gegend auf.
Wie es zur Benennung kam, ist unbekannt. Der Ursprung des Ortsnamens ist unklar. So ist auch unklar, ob ein Bezug zu Flensburgs Duburg (Duborg) besteht. Auf deutschen Landkarten ist der Ortsname „Duborg“ übrigens nie in einer verdeutschten Variante „Duburg“ zu finden, obwohl auf ihnen gleichzeitig die alten deutschen Ortsnamensvarianten (beispielsweise „Pattburg“ für „Padborg“) Verwendung finden. Bis Anfang der 2000er Jahre standen auf dem Duborger Gebiet, mit klaren Abständen zueinander, nur einige wenige Häuser. Anfang des Jahrhunderts wurden diese offenbar abgerissen und durch Gewerbegebäude ersetzt. Der Industrivej wurde verlängert. Duborg gehört heute (genauso wie Frøslev und Bov) zur Stadt Padborg, so wurde dem Ort auch die Postleitzahl von Padborg zugewiesen.